# Miguel Jerónimo de Cabrera y Zúñiga
Miguel Jerónimo de Cabrera y Zúñiga nacido como Miguel Jerónimo Luis de Cabrera y Zúñiga de la Cerda (Sevilla, 1483-Sevilla, 4 de diciembre de 1546) era un noble, funcionario y militar español que pasó a ser el segundo señor de la Torre de Palencia desde 1507 y como caballero de la Orden de Santiago fue nombrado comendador de Benazuza y Mures. Participó como maestre de campo en las guerras italianas desde 1521 hasta 1527 y al regresar a España fue desterrado al Reino de Portugal y luego al Condado de Flandes hacia 1531, por adulterio y concubinato con una mujer casada que le había concebido tres hijos ilegítimos, pero finalmente fue levantado hacia 1535 una vez que ambos enviudaran para poder matrimoniarse en Portugal en 1536. Uno de sus hijos legitimados era el adelantado Jerónimo Luis de Cabrera, gobernador del Tucumán.

## Biografía hasta heredar el señorío de Torre de Palencia

### Origen familiar y primeros años

La Corona de Castilla en el siglo XV

Miguel Jerónimo Luis de Cabrera y Zúñiga de la Cerda nació en 1483 en la ciudad de Sevilla.
Era hijo de Pedro de Cabrera y Cabrera, I señor de la Torre de Palencia, comendador de Benazuza y Mures desde 1467 hasta 1500, trece de la Orden de Santiago y maestro de la balanza de la Casa de la Moneda desde 1476, y de su esposa sevillana Leonor de Zúñiga y de la Cerda. Era también sobrino de Alonso de Cabrera y Cabrera, maestresala de los Reyes Católicos, regidor de Cuenca, tesorero de la Casa de la Moneda y corregidor de Segovia, y de Andrés de Cabrera y López de Madrid, I señor de Moya desde 1463, I marqués de Moya y I señor de Chinchón, camarero real, escribano mayor, consejero real, tesorero, regidor y mayordomo del rey Enrique IV de Castilla. 
Su abuelo paterno era Alonso Téllez de Cabrera (n. Aragón, ca. 1398), un hijo a su vez de Pedro de Cabrera (n. ca. 1368) y de su esposa Mayor Alonso Téllez, nieto paterno de Ramón de Cabrera (n. ca. 1330) —que era el hermano tercero de los sucesivos IX y X vizcondes Ponce IV (1320-1349) y Bernardo III de Cabrera (1325-Tordehumos, 1368), I conde de Osona desde 1356.
La abuela paterna era María Alonso de Cabrera (ca. 1408-Cuenca, 1496) que se iba a unir en primas nupcias en 1430 con su tío tercero o primo cuarto Alonso Téllez de Cabrera antes citado, para legitimar a sus dos hijos naturales, pero finalmente quedaron amancebados por falta de dispensa de una bula papal. María era  hija, a su vez, de María Pérez de Cabrera (ca. 1388-Castillo de Garcimuñoz, 24 de diciembre de 1434) y de su esposo Alonso González del Castillo y Avilés (f. antes de 1419), alcaide del castillo de Garcimuñoz, además de nieta materna de Mosén Pedro de Cabrera o mal escrito como Martín Pérez de Cabrera (n. Cataluña, ca. 1348), quien tuvo que huir a la Corona de Castilla y fue nombrado como alcaide de los castillos de Iniesta y de Garcimuñoz desde 1366, y de su cónyuge María de Luna. y de su esposa Margarita de Castellbó.

### Señor de la Torre de Palencia
Su madre Leonor de Zúñiga había fundado con su marido Pedro de Cabrera el mayorazgo de la Torre de Palencia el 30 de septiembre de 1499, con autorización en Granada de los Reyes Católicos y confirmado por estos monarcas el 13 de octubre de 1500.
Como la titular era Leonor y su marido era el consorte del señorío, cuando ella enviudó testó el 26 de marzo de 1507 en Valdovina que era la heredad y residencia del incipiente señorío —el cual estaba situado en la banda occidental del río Guadalquivir que lo separaba de la ciudad de Sevilla y que actualmente pertenece al municipio de Tomares— ante el escribano Juan García del Mesto y en el testamento dejaba a su único hijo varón como su único heredero.
De esta manera Miguel Jerónimo de Cabrera y Zúñiga de la Cerda se transformó en el segundo señor de la Torre de Palencia ubicado en el norte del Aljarafe, y en el primer mayorazgo del mismo, con residencia en la ya citada localidad de Valdovina de Tomares.

## Caballero de Santiago, funcionario real y militar en Italia

### Comendador santiaguista de Benazuza y Mures
Miguel de Cabrera también ocupó el puesto de veinticuatro de Sevilla, fue nombrado caballero de la Orden de Santiago hacia 1499 y como tal, por renuncia de su padre poco antes de fallecer a favor de los Reyes Católicos, estos por real cédula en Sevilla del 22 de junio de 1500, le cedieron para que sucediera a Pedro de Cabrera como comendador de Benazuza y Mures.

### Maestre de campo en las guerras italianas

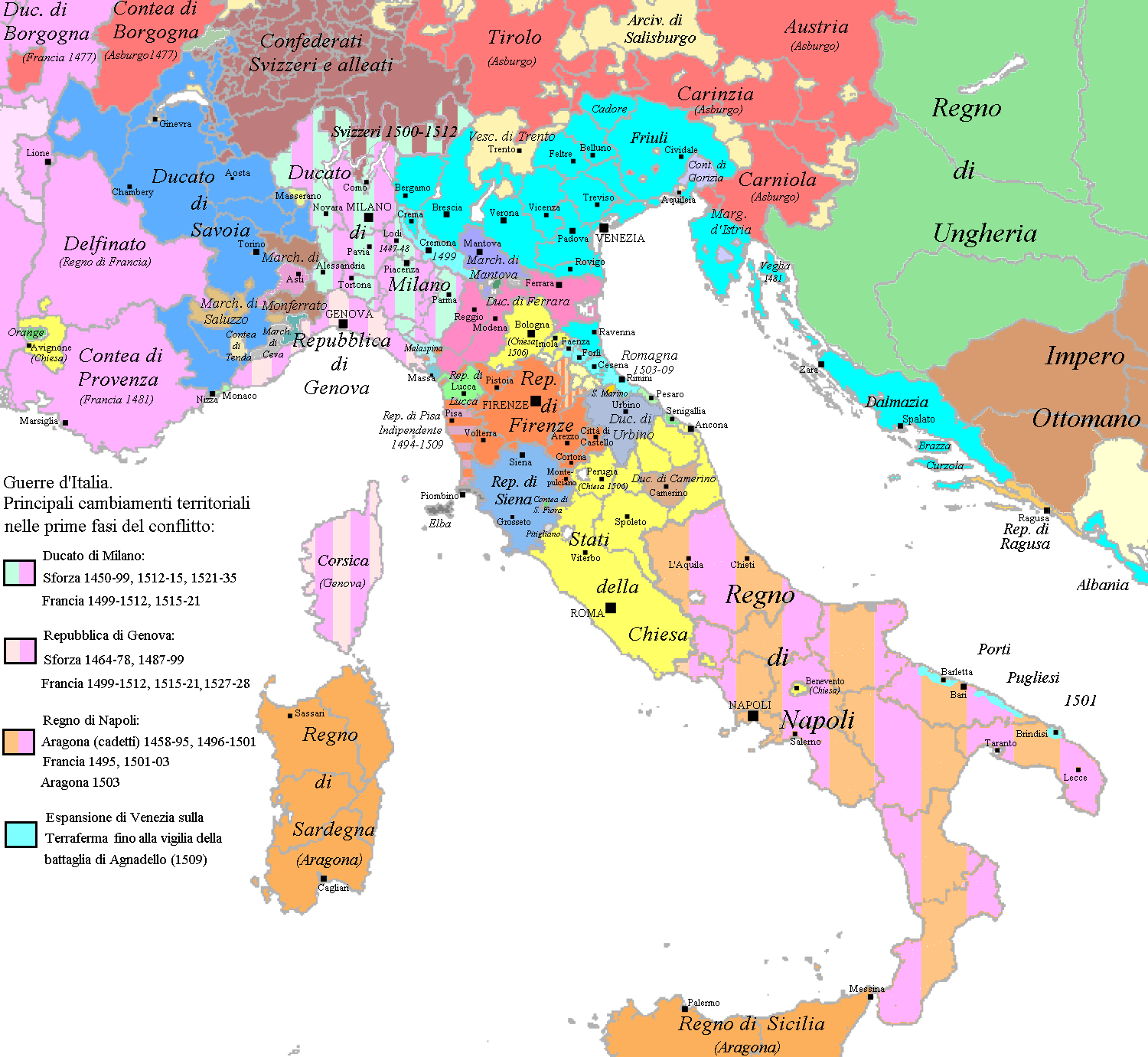
Cambios territoriales en la península itálica entre 1495 y 1535

Participó como maestre de campo en las guerras italianas Guerra italiana de 1521-1526 contra el rey Francisco I de Francia y la República de Venecia a causa de la elección de Carlos I de España como emperador del Sacro Imperio Romano Germánico, al que se le aliaron el soberano Enrique VIII de Inglaterra y el papa León X de los Estados Pontificios, que deseaba derrotar a Martín Lutero.
También participó en También participó en la de 1526 a 1529 contra la «Liga del Cognac» que era una alianza que incluía al Reino de Francia, el papa Clemente VII de los Estados Pontificios, la República de Venecia, el Reino de Inglaterra, el Ducado de Milán y la República de Florencia.
El comendador Miguel de Cabrera ya había vuelto a España hacia 1527, porque su hijo natural Jerónimo Luis nacería al año siguiente y los otros dos ilegítimos en los dos años posteriores.

## Destierro, su levantamiento y deceso

### Destierro por adulterio al Condado de Flandes
Producida la paz de Cambrai firmada por Luisa de Saboya —en nombre de su hijo Francisco I de Francia— y por Margarita de Austria —en nombre de su sobrino el emperador Carlos V— y debido a sus protagonistas también conocida como la «Paz de las Damas», se quiso pretender poner fin a la guerra entre ambos soberanos.
Por dicho tratado de 1529, el emperador renunciaba a sus derechos sobre el Ducado de Borgoña y la Baja Navarra, mientras que el rey francés hacía lo propio sobre las regiones flamencas y de Artois, y además abandonaría sus pretensiones sobre Italia. 
Posteriormente a la Paz de Cambrai, el comendador Miguel de Cabrera fue desterrado por el emperador Carlos V al vecino Reino de Portugal hacia 1531, debido al concubinato que mantenía con María de Toledo, pero como fue descubierto el quebranto del mismo por cruzar la frontera para encontrarse con su amada, despertó la ira del emperador y lo privó del hábito de Santiago, de sus encomiendas y de sus bienes, dejándolo en la completa pobreza, y así fue enviado a sus nuevos dominios imperiales en el Condado de Flandes.

### Levantamiento del destierro y fallecimiento
María de Toledo «fue a besar las manos del Emperador, para implorar su perdón y suplicar se le levantara el destierro», lo que finalmente aconteció hacia 1535 una vez que ambos concubinos enviudaran, para poder matrimoniarse en Portugal en el año 1536.
El comendador Miguel Jerónimo Luis de Cabrera y Zúñiga de la Cerda testó ante el escribano Francisco Romano el 26 de febrero de 1546 en Sevilla, donde falleció el 4 de diciembre del mismo año.

## Matrimonios y descendencia
Miguel Jerónimo de Cabrera y Zúñiga se había unido dos veces en matrimonio. Casó en primeras nupcias en 1501 en la ciudad de Sevilla con Elena de Figueroa y Ponce de León (ca. 1485-1530/1535), hija de Pedro II Ponce de León y Guzmán{ (n. ca. 1450), IV señor de Villagarcía, y de su esposa Leonor de Figueroa y Manuel de Villena, nieta paterna de Teresa de Guzmán, III señora de Villagarcía desde 1430 y de su esposo Luis Cristóbal Ponce de León, y nieta materna de Lorenzo II Suárez de Figueroa, I conde de Feria, y de su cónyuge María Manuel de Villena, VI señora de Montealegre y Meneses. De este primer matrimonio tuvo cuatro hijos:
- Pedro Luis de Cabrera y Figueroa Ponce de León[23] (Sevilla, 1504-Madrid, 15 de marzo de 1562) que viajó a América en 1538, fue el III señor de la Torre de Palencia y se unió en matrimonio en Lima con Francisca de Saavedra y Medina —hija del capitán Francisco de Saavedra, radicado en Melilla, y de María de Medina— con quien tuvo solo una hija sucesora llamada Luisa de Cabrera y Saavedra, III señora de Torre de Palencia.[24]
- Esteban de Cabrera (ca. 1508-ca. 1518) que murió joven.
- Martín de Córdoba y Cabrera (ca. 1512-ca. 1542) que falleció soltero.
- Leonor de Zúñiga Cabrera y Figueroa (n. ca. 1516) que se enlazó en Córdoba con Enrique de Guzmán y el tataranieto de ambos, Enrique de Guzmán y Cabrera Jáuregui, ganaría el pleito del mayorazgo, transformándose de esta manera en el VIII señor de Torre de Palencia.[24]

Contrajo un segundo matrimonio en 1536 en Portugal con la viuda María de Toledo y Hernández del Pedroso (Sevilla, ca. 1507-cerca de las costas andaluzas de Arenas Gordas, 8 de octubre de 1555), cuya relación se había iniciado como un amancebamiento hacia 1527 —ya que estaba casada, aunque de origen noble, con un calderero— siendo una hija de Francisco de Toledo y Toledo y de Catalina Hernández del Pedroso y Torres, nieta paterna del jurado sevillano Alonso de Toledo y de su esposa María de Ávila y Toledo, y nieta materna de Alonso Hernández del Pedroso y de su mujer Isabel de Torres.
Sin embargo toda la pomposa genealogía de María de Toledo fue desechada en 1957 por Federico Sánchez de Loria, VIII marqués de Villarocha en la «Revista de Estudios de Históricos» n.°8 del Instituto Chileno de Investigaciones Genealógicas, en la cual transcribió las informaciones genealógicas impugnadas por el Santo Oficio de la Inquisición de Lima, halladas en el Archivo Histórico Nacional de Madrid, (Inquisición, legajo 1653, expediente 12, Lima). 
Dicho expediente fue creado en 1609 debido a que Pedro Luis de Cabrera y su cuñado Pedro González de Villarroel, deseaban ser familiares del Santo Oficio, para tal efecto se debía demostrar la limpieza de sangre de Cabrera y su hermana Petronila de la Cerda, ambos nietos de María de Toledo, «de quien dos testigos dicen ser judía conocida...» otra declaración hecha en 1602 por Luis de Ribera, hijo del gobernador Alonso de Ribera dice: «No es pasión advertir a V.S° algunas cosas que tocan a la reputación de este Sancto Tribunal aunque estos Forçosamente dañen el nombre con que algunos viven, porque es imposible procurar su remedio sin este duelo. Una de las causas y de grande consideración que ha ayudado la autoridad del Sancto Oficio de la Inquisición a sido procurar la limpieça de sus ministros porque tratando de castigar culpar y manchas de diferentes sectas, estos que los son de la Verdadera Fe y Religión, no tengan en su linaje, ni de sus mujeres ninguna como ejemplo verdadero de la pureza con que los Jueces Superiores proceden en todo, es de mucho escándalo en esta ciudad, en Potosí y en toda la provincia saber que el Licenciado Tovar siendo soltero y familiar en Chile patria suya, después que vino a abogar en esta Real Audiencia de Chuquisaca, Goçando de las preeminencias de su oficio, le casó el Dean don Juan de Larategui, que hace el de comisario con doña Juana de Mendoza y Cabrera hija de Gonçalo de Soria y de doña Francisca de Mendoza, nieta por línea de varón de don Pedro de Cabrera y de María de Toledo, naturales de Sevilla, judía conocida y de señal que enamorado de ella el dicho don Pedro, temiendo la ira del comendador Miguel Gerónimo de Cabrera, su padre, para hacer una cosa tan indebida a su calidad como casarse con tal mujer, manchando su nobleza y limpieza, se salió de Sevilla y se fue a celebrar el matrimonio a Lisboa de donde con la dicha mujer a escondidas y encubiertamente huyendo de su padre y deudos que le querían matar, se embarcó para el Perú, en tiempos de las primeras conquistas de él, y avecindándose en la ciudad de Cuzco, tuvo allí algunos hijos e hijas».
De este segundo enlace tuvo ocho hijos:
- Jerónimo Luis de Cabrera[n] (Sevilla, ca. 1528-Santiago del Estero, gobernación del Tucumán, 17 de agosto de 1574), siendo primogénito e ilegítimo,[19] fue un militar, explorador, conquistador, colonizador, comendador, adelantado y gobernante español en Sudamérica, que se unió en matrimonio con Luisa Martel y de los Ríos.
- Leonor de Cabrera (n. ca. 1529) que era la segundogénita ilegítima que se casó con Rodrigo de Esquivel.[19]
- Catalina de la Cerda y Cabrera (27 de septiembre de 1530-Cuzco, después de marzo de 1589)[33] que era la tercera hija ilegítima[19] enlazada con Diego Gutiérrez de los Ríos y de las Infantas,[33] un tío materno de la ya citada Luisa Martel y de los Ríos que pasaría a ser su concuñada, siendo ambos, unos descendientes de la Casa del Infantado.
- Antonio Luis de Cabrera (n. ca. 1538), nacido dentro del matrimonio, fue el autor de Itinerario genealógico y se matrimonió con Catalina Dorantes de Trejo.[19]
- Francisco I de Cabrera (1540-ca. 1541) falleció en la infancia.[19]
- Francisco II de Cabrera (1542-ca. 1547) al igual que su hermano homónimo, falleció en la infancia.[19]
- Juan de Cabrera(ca. 1543-cerca de las costas andaluzas de Arenas Gordas, 8 de octubre de 1555)[27] que falleció ahogado en un naufragio viajando a la Sudamérica española con su hermano menor y su madre.[19]
- Nicolasa de Cabrera y Toledo (1546-cerca de las costas andaluzas de Arenas Gordas, 8 de octubre de 1555), al igual que su hermano Juan, también falleció ahogado en un naufragio con su madre.[19]

Una vez viuda, María de Toledo decidió viajar a la Sudamérica española con sus dos citados hijos más pequeños, «un paje, un mozo y dos doncellas», pero una borrasca que azotó al barco piloteado por el maestre Alonso Martín Morejón lo hundió rápidamente con su tripulación el 8 de octubre de 1555, cerca de las costas españolas de Arenas Gordas (en el litoral de la actual provincia de Huelva).